# Revolutionary Girl Utena
Revolutionary Girl Utena (少女革命ウテナ, Shōjo Kakumei Utena) is een animeserie gecreëerd door Be-Papas, een groep die bestaat uit de regisseur Kunihiko Ikuhara, Chiho Saito, Shinya Hasegawa, Yōji Enokido en Yūichirō Oguro. De serie is geproduceerd door J.C.Staff en werd uitgezonden van april 1997 tot december 1997 op de televisiezender TV Tokyo. De serie wordt vaak beschreven als een deconstructie van het Mahō shōjo-genre en wordt gekenmerkt door elementen uit de avant-garde en het surrealisme.

## Verhaal
Toen Utena Tenjou nog een jongkind was kreeg ze een ring met een gegraveerde roos van een rondreizende prins. De prins beloofde haar dat ze elkaar ooit weer terug zouden zien. Geïnspireerd door de ontmoeting, Utena zwoor dat ze ooit zelf een prins zou worden. Jaren later raakt ze per ongelijk betrokken bij een reeks duels met de leerlingenraad van de school. De leden van de raad dragen een ring met een identiek gegraveerde roos als die van haar. De duellisten strijden om een huwelijk met Anthy Himemiya, een mysterieuze student die bekendstaat als de "Rose Bride." Er wordt gezegd dat zij de kracht bezit om "de wereld te revolutioneren." Utena komt als overwinnaar uit haar eerste duel. Ze moet haar positie als verloofde van de "Rose Bride" verdedigen en blijft in het toernooi om Anthy te beschermen.

## Personages
Utena Tenjou (天上 ウテナ)
Ze is een dapper maar naïef personage, die eigenschappen heeft van een typische tomboy. Ze probeert haar vriendin Anthy te beschermen en een echte nobele prins te worden.
Anthy Himemiya (姫宮 アンシー)
Ze is een mysterieus en verlegen meisje wiens oppervlakkige beleefdheid een complexe, donkere persoonlijkheid verschuilt. Er wordt gezegd dat ze geen eigen gedachten of verlangens heeft; ze zal alles doen wat haar verloofde van haar verwacht.
Akio Ohtori (鳳 暁生)
Hij is de mysterieuze oudere broer van Anthy. In zijn vorige leven was hij een prins met de naam Dios. Hij ontmoet Utena en inspireert haar om prins te worden.
Touga Kiryuu (桐生 冬芽)
Hij is het hoofd van de studentenraad. Youga is een knappe en intelligente jongen, maar is arrogant en zijn verlangen naar macht kan hem tot wreedheid leiden.
Kyouichi Saionji (西園寺 莢一)
Hij is lid van de studenten raad en hoofd van de kendoclub. Kyouichi is temperamentvol, egoïstisch, heeft vaak woedeaanvallen en is vaak wreed.
Juri Arisugawa (有栖川 樹璃)
Ze is aanvoerder van het schermteam en is een van de meest gerespecteerde leerlingen, zelfs de leraren kijken op naar haar. Ze verbergt haar liefde voor haar jeugdvriendin Shiori.
Miki Kaoru (薫 幹)
Hij is een slimme en beleefde jongen die bevriend raakt met Utena, ondanks hun rol als mogelijke tegenstanders in de duels. Hij is vooral bekend voor zijn talentvolle pianokunsten. 
Nanami Kiryuu (桐生 七実)
Ze is Touga's dramatische jongere zus en wordt vaak gebruikt voor komedie in de serie. Haar liefde voor haar broer grenst aan obsessie en incest.

## Ontwikkeling

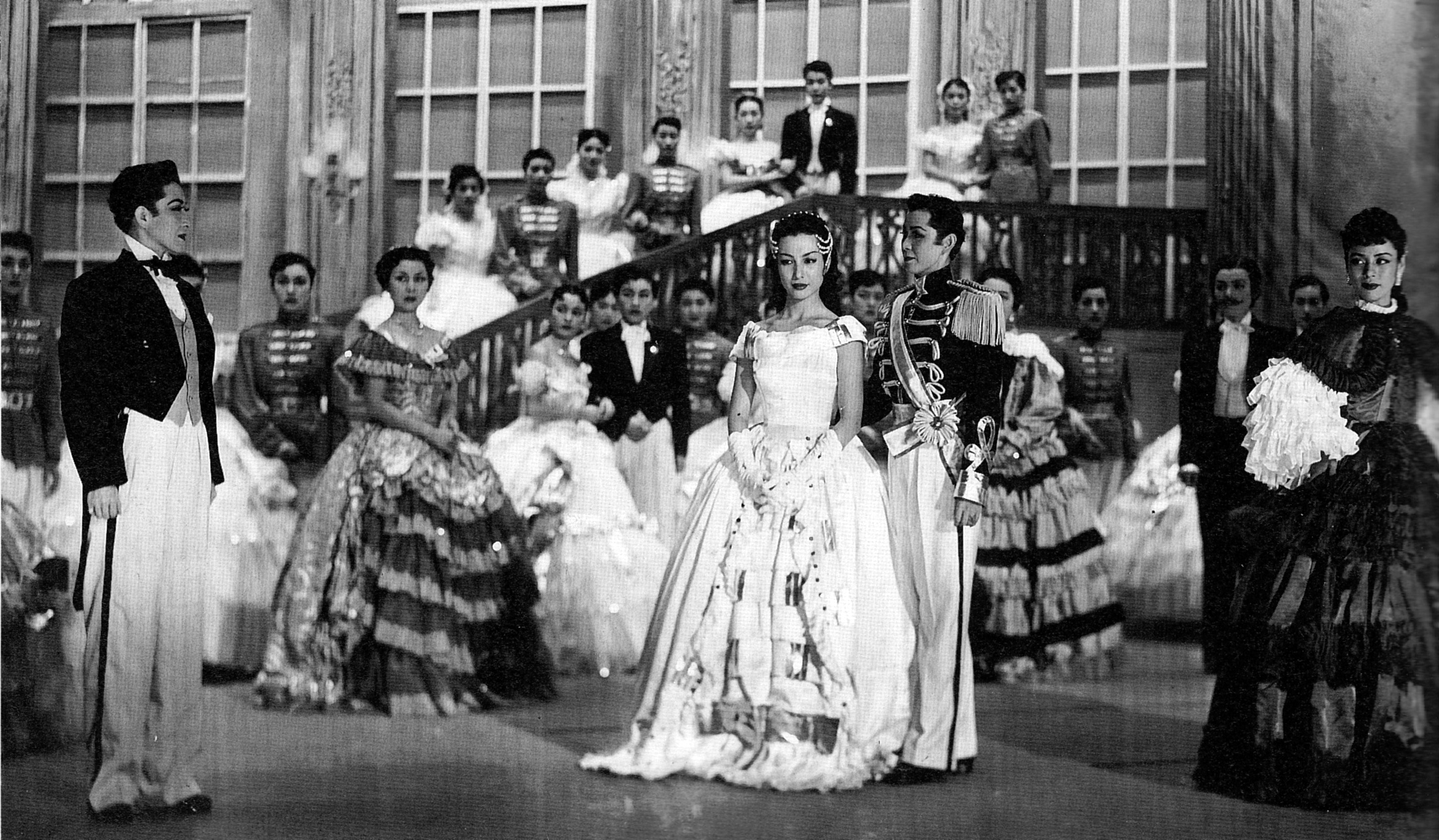
De Takarazuka Revue (1954), een Japans theatergezelschap dat volledig uit vrouwen bestaat, had een grote invloed op de ontwikkeling van Revolutionary Girl Utena.

Ikuhara was een van de regisseurs voor de animebewerking van Sailor Moon bij de animatiestudio Toei Animation. Nadat hij gefrustreerd raakte door het gebrek aan vrijheid bij het regisseren van een adaptatie, verliet hij het bedrijf in 1996 om een nieuwe serie te maken. Ikuhara stelde Be-Papas samen, een groep professionals uit de anime- en manga-industrie. Het oorspronkelijke plan was om een mainstream shojo-serie te maken en het succes van Sailor Moon nastreven, maar de productie veranderde dramatisch in de richting van een avant-gardistische en surrealistische stijl.
Revolutionary Girl Utena haalt inspiratie uit verschillende plaatsen, waaronder de Takarazuka Revue, de kunstwerken van Jun'ichi Nakahara, de roman Demian van Duitse schrijver Hermann Hesse en de experimentele toneelstukken van Shūji Terayama. Saito noemde de mangareeks Kaze to Ki no Uta en de film adaptatie van The Three Musketeers als een van de werken die de productie van Utena had beïnvloed. Volgens Ikuhara waren Princess Knight en The Rose of Versailles twee shojo-manga die een groot invloed hadden op het werk. Beide reeksen staan bekend voor crossdressing en duels. Ikuhara was bang dat, omdat alleen mannen aan de serie werkte, ze per ongelijk een parodie maakten van shojo-manga. Hiervoor werd Saito aangenomen, omdat men een ook een vrouwenperspectief wilden.

## Bewerkingen

### Manga
Gelijktijdig met de ontwikkeling van de animeserie, illustreerde Chiho Saito een manga-adaptatie van Revolutionary Girl Utena, die door Shogakukan werd gepubliceerd vanaf 2 mei 1996 tot 20 maart 1998. Het verhaallijn van de anime en de manga wijken serieus af. Dit is in deels door het feit dat Saito al begon met het maken van de manga voordat de animeserie in productie ging.

### Animefilm
Kort na het einde van de animeserie Utena kondigde Be-Papas een vervolgfilm aan. De film werd op 14 augustus 1999 in Japanse bioscopen uitgebracht onder de titel Adolescence of Utena. De film is een zeer losse adaptatie van de animeserie en dient als een thematische opvolger. De film staat bekend om het uitgebreide gebruik van intertekstualiteit, metaforen en symboliek. De romantische subtekst van Utena en Anthy's relatie wordt ook explicieter weergegeven.